# Ligament collatéral ulnaire de l'articulation du coude
Le ligament collatéral ulnaire de l'articulation du coude (ou ligament latéral interne du coude) est un ligament triangulaire épais à la face médiale de l'articulation du coude unissant l'extrémité distale de l'humérus à l'extrémité proximale de l'ulna.

## Description
Le ligament collatéral ulnaire de l'articulation du coude est constitué de trois faisceaux qui s’insèrent sur l'épicondyle médial de l'humérus.
Ces faisceaux divergent pour se terminer d'avant en arrière sur le processus coronoïde de l'ulna, sur la tubérosité ulnaire du processus coronoïde et sur le bord médial de l’olécrane. Ce dernier faisceau se nomme également ligament de Bardinet.
Ce ligament est en relation avec le muscle triceps brachial, avec le muscle fléchisseur ulnaire du carpe et avec le nerf cubital. Il donne naissance à une partie du muscle fléchisseur superficiel des doigts.

## Aspect clinique
Le ligament collatéral ulnaire de l'articulation du coude peut être soumis à une tension extrême lors de certains sports de lancer comme le lancer de baseball. Ce qui l'expose à des risques de blessures entraînant une douleur médiale du coude, une instabilité en valgus, une déficience neurologique et une altération des performances de lancer. Il existe des options de traitement non chirurgicales et chirurgicales.